# François Prélat
François Prélat (falecido em Paris em 11 de maio de 1859) foi um armeiro e inventor francês. Ele é reconhecido como o inventor do primeiro cartucho totalmente contido, o 1808, bem como do pistão de percussão, o 1818.

## Carreira
Em associação com o armeiro suíço Jean Samuel Pauly, François Prélat inventou entre 1808 e 1812 o primeiro cartucho totalmente contido, incorporando dentro de um pacote: fulminato, pólvora negra e uma bala redonda. Um pino de percussão causou a ignição.  Esta foi uma grande melhoria em relação à invenção de Jean Lepage, em que a espingarda era simplesmente despejada em uma cassoleta próxima à orelha do canhão. O novo cartucho foi considerado especialmente útil para armas de fogo de cavalaria, pois a movimentação do cavalo e a dificuldade de movimentação tornavam extremamente difícil o carregamento convencional. Este projeto de fogo central é o mais usado hoje. Os dois homens montaram uma loja de rifles em Paris.
Em 1818, Prélat registrou uma patente, ou Certificado de Adição, para a invenção do pistão de percussão (pistão de percussão de fogo) para ser utilizado em cartuchos, substituindo o mecanismo de trava de pederneira.
Prélat mostrou algumas armas de fogo de sua invenção na Exposição Universal de 1855.